# Cera giapponese
La cera giapponese è una sostanza solida giallo-pallida, cerosa, insolubile in acqua e gommosa al tatto. Si ottiene dalle bacche di certi sommacchi nativi del Giappone e della Cina, come Toxicodendron vernicifluum (sommacco giapponese) e  Toxicodendron succedaneum (albero della cera giapponese), appartenenti al genere Toxicodendron. 
La cera giapponese è un sottoprodotto della fabbricazione della lacca. Non è una vera cera, ma un grasso composto al 95% da palmitina, al 4% da stearina e oleina, e all'1% da acido giapanico. La cera giapponese si vende in quadrati o dischi piatti ed ha un odore rancido. Si estrae per mezzo di pressione e calore, o mediante l'azione di solventi.

## Usi
La cera giapponese si usa principalmente nella fabbricazione di candele, lucidi per mobili, cere per pavimenti, cerini, saponi, confezioni alimentari, farmaci, cosmetici, pastelli, colori a cera, composti per lucidare, lubrificanti per metalli, colle, resine termoplastiche e come sostituto per la cera d'api.

## Altri nomi
Sego giapponese; cera di sommacco; cera vegetale.

## Proprietà
Punto di fusione: 53 °C
Solubile in benzene, etere, nafta e alcali. 
Insolubile in acqua o etanolo freddo.
Numero iodico: 4,5-12,6
Numero acido: 6-209
Numero di saponificazione: 206,5-237,5